# Alysia phanerognatha
Alysia phanerognatha är en stekelart som beskrevs av Cockerell 1927. Alysia phanerognatha ingår i släktet Alysia och familjen bracksteklar. Inga underarter finns listade i Catalogue of Life.